# Clara Reeve
Clara Reeve (1729-1807) fue una novelista inglesa del siglo XVIII, conocida principalmente por su novela gótica The Old English Baron [El viejo barón inglés], publicada en 1777.

## Biografía
Reeve nació en Ipswich, Inglaterra, una de los ocho hijos del reverendo Willian Reeve, Master of Arts, Rector de Freston y de Kreson en Suffolk, y vicario perpetuo de la iglesia de St. Nicholas. El apellido de soltera de su madre era Smithies, hija de un Smithies que fue orfebre y joyero del rey Jorge I. En una carta a uno de sus amigos, Reeve afirmó lo siguiente acerca de su padre y de sus primeros años:

Mi padre era un viejo Whig; de él aprendí todo lo que sé; era mi oráculo; me hacía leer los debates parlamentarios, mientras fumaba su pipa después de la cena. Yo me quedaba boquiabierta y bostezaba con esas lecturas, pero, sin saberlo, así se forjaron mis principios, de una vez por todas. Él me hizo leer la Historia de Inglaterra, de Rapin; la información que recibí de este libro enmendó su sequedad. Leí las Cartas de Catón, por Trenchard y Gordon; leí historias griegas y romanas y las Vidas de Plutarco, y todo esto en una época en que pocas personas de ambos sexos sabían leer sus propios nombres.

Después de la muerte de su padre, Clara vivió con su madre y hermanas en Colchester. Fue allí donde empezó a escribir, y publicó una traducción de una obra en latín del satírico escocés John Barclay (1582-1621), bajo el título de The Phoenix, or The History of Polyarchus and Argenis (1772). Posteriormente escribió varias novelas, de las cuales solo una es recordada: The Champion of Virtue, conocida más tarde como The Old English Baron [El viejo barón inglés, 1778], escrita a imitación de, o rivalizando con, El castillo de Otranto, de Horace Walpole, junto con la que a menudo se ha editado.
La primera edición ya con el título de The Old English Baron fue dedicada a la hija de Samuel Richardson, quien se dice que había ayudado a Reeve a revisar y corregir la novela.

Ilustración de The Old English Baron en su edición de 1778.

Reeve declara en el prólogo de 1778:

Esta historia parte directamente de El castillo de Otranto, está escrita sobre el mismo plan y diseñada para enlazar las circunstancias más atractivas e interesantes de la novela antigua y la moderna, a la vez que asume un carácter y forma propios, que la diferencian de ambas; se conoce por la denominación de relato gótico, constituyendo una imagen de los tiempos y las costumbres góticas.

La historia narra las aventuras de Sir Philip Harclay, que regresa a la Inglaterra medieval para descubrir que el castillo y las tierras de su amigo Lord Lovel han sido usurpados. Una serie de revelaciones, horrores y traiciones alcanzan el clímax en una escena de combate singular en que el Bien batalla con el Mal por la restitución de la justicia.
H. P. Lovecraft comentó sobre la obra: «Bastante veraz, esta novela carece no obstante de la auténtica vibración de la cuerda del misterio sobrenatural que distingue a los relatos de mistress Barbauld, y aunque menos tosco que la novela de Walpole y más artísticamente elaborado al manejar el elemento horrorífico a través de una sola figura espectral, este cuento no deja de ser difinitivamente insípido por su grandiosidad. Una vez más volvemos a tener al virtuoso heredero del castillo disfrazado de campesino y restaurado en sus legítimos derechos por el espectro de su padre; y nuevamente nos hallamos ante el caso de una gran popularidad que conduce a repetidas ediciones [...] y su traducción al idioma francés».
En la edición de Oxford World's Classics se señala que la obra fue de gran influencia en el desarrollo de la ficción gótica. Podría haber influido en el Frankenstein de Mary Shelley. Fue dramatizada en 1799 con el título de Edmond, Orphan of the Castle [Edmond, el huérfano del castillo]. En 1854 esta obra fue traducida al castellano por María Micaela Nesbitt y Calleja. En 2006, la novela volvió a ser publicada en español por la Universidad de Málaga con el título de El barón inglés o El campeón de la virtud: Novela gótica.
Reeve también escribió la novela epistolar The School for Widows [Escuela para viudas] (1791). Escribió asimismo una innovadora historia de la ficción en prosa, titulada The Progress of Romance [El progreso de la novela] (1785), obra que en general se considera precursora de la historia moderna del género y, específicamente, como una defensa de la tradición histórica de la literatura femenina, ya anunciada por Elizabeth Rowe (1674-1737) y Susannah Dobson († 1795). Una de las historias que recoge este trabajo, "The History of Charoba, Queen of Egypt" ["La historia de Charoba, reina de Egipto"], fue la inspiración para la primera gran obra, el poema titulado Gebir, del poeta y escritor inglés de la escuela lakista Walter Savage Landor.
Clara Reeve llevó una vida retirada, dejando muy poco material biográfico. Murió en Ipswich y fue enterrada, conforme a su voluntad, en el cementerio de St. Stephens, junto a su amigo el reverendo Derby.